# Autoresponder
Az autoresponder egy automata üzenet- vagy hírlevélküldő rendszer. Leginkább az e-mail-marketing területén használják, hírlevélküldő szoftverek segítségével alkalmazhatók. Lényege, hogy előre beidőzített időpontban vagy valamilyen eseményhez kapcsolódóan is lehet vele hírleveleket, e-maileket küldeni.
Kisebb e-mail-címlisták esetében még könnyen lehet hírleveleket küldeni, hírlevélsorozatokat készíteni; egy hosszú hírlevéllista esetén azonban ez már nem olyan egyszerű, főleg sorozatos, több részből álló e-mail-marketingkampányok küldése során.
Az autoresponder hatékonysága abban rejlik, hogy úgy működik, mint egy robotpilóta. Előre beállított időközönként lehet vele válaszüzeneteket, hírlevélsorozatokat küldeni.
Az e-mail-marketing során leggyakrabban azért használják, mert azonnali válaszüzeneteket lehet vele küldeni a leendő ügyfeleknek, a weboldalon keresztül érkező feliratkozóknak, valamint sorozatos e-mail-kampányokat lehet vele küldeni a feliratkozónak.
Nem csak egyszeri alkalommal lehet automata válaszüzenetet küldeni az autoresponderek segítségével, hanem akár napokra, hetekre, hónapokra vagy akár évekre előre is be lehet időzíteni, hogy az adott hírlevélsorozat egyes részeit mikor küldje ki a hírlevélküldő szoftver.